# Агенція НАТО з підтримки та постачання

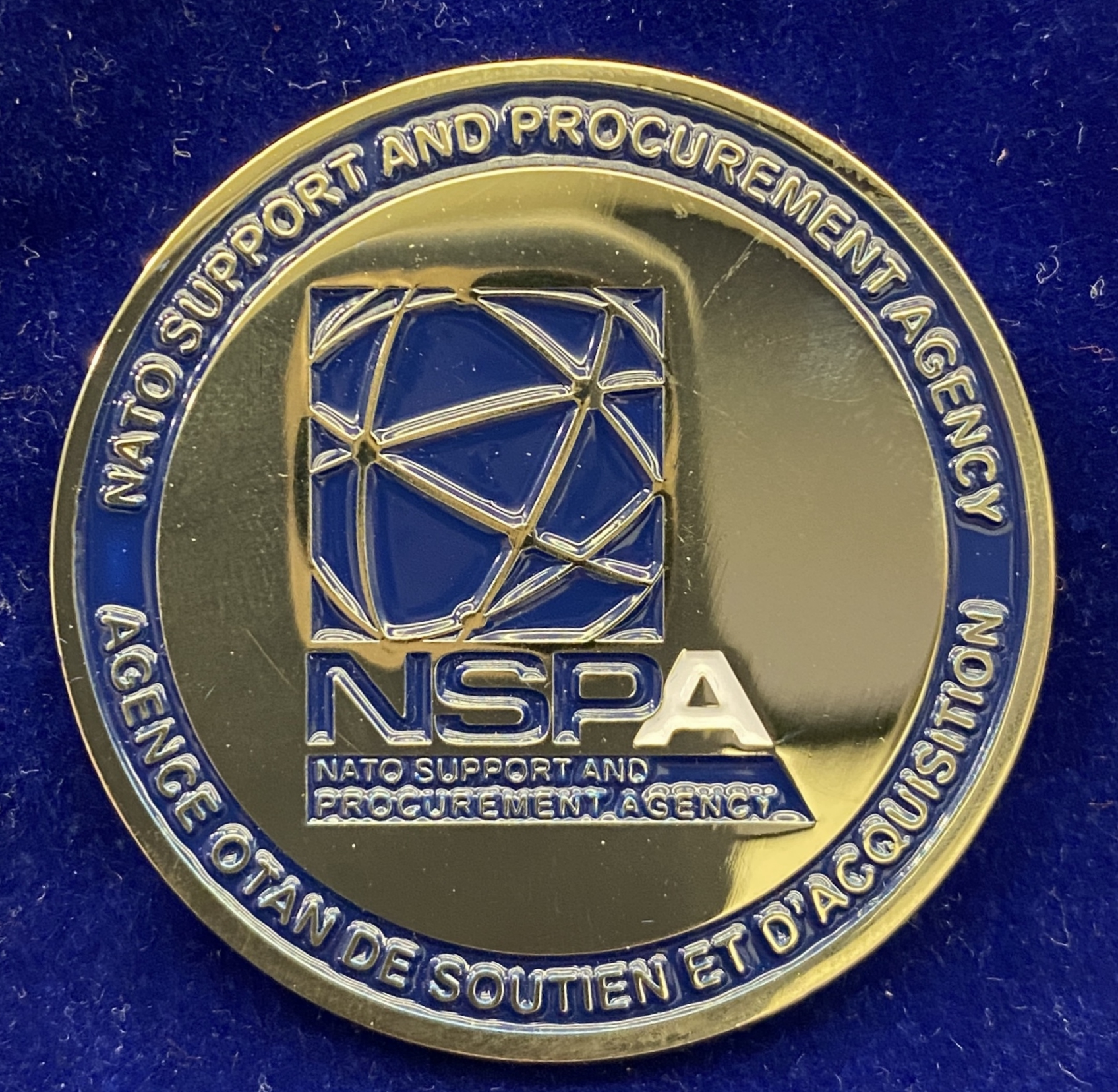
Пам'ятний знак АНПП

Агенція НАТО з підтримки та постачання, АНПП (англ. NATO Support and Procurement Agency, NSPA, фр. L'Agence OTAN de soutien et d'acquisition) — головна логістична організація НАТО, утворена об'єднанням Агентства НАТО з технічного обслуговування і постачання (англ. NATO Maintenance and Supply Agency), Агентства управління центральноєвропейськими трубопроводами (англ. Central Europe Pipeline Management Agency), Агентства НАТО з управління авіаперевезеннями (англ. NATO Airlift Management Agency).
АНПП — виконавчий орган Організації НАТО з підтримки та постачання (англ. NATO Support Organisation, NSPO), учасниками якого є усі держави-члени НАТО. Держави мають представників у наглядовій раді Агенції (англ. NSPO Agency Supervisory Board, ASB), що контролює і управляє діяльністю АНПП.
Агенція об'єднує в одній організації логістику, закупівлі, забезпечує спільні міжнародні рішення для зацікавлених сторін.
Створення АНПП вписується в рамки нового підходу НАТО щодо оборонних витрат (розумна оборона, англ. Smart Defence), ключовим елементом якої є розумна підтримка (англ. Smart Support)
Агенція має штаб-квартиру у Капеллені, (Велике Герцогство Люксембург) і оперативні центри у Люксембурзі, Франції, Угорщині й Італії.

## Підрозділи

### Програма управління авіаперевезеннями (англ.Airlift Management Programme)
2008 було розпочато програму стратегічних авіаперевезень НАТО для швидкого придбання, сертифікації і реєстрації трьох літаків Boeing C-17 Globemaster III, що започаткувало створення авіакрила важких авіперевезень (англ. Heavy Airlift Wing) — багатонаціонального військового підрозділу з управління літаками.
14 липня 2009 символічні ключі першого літака було передано від виробника — заводу в Лонг-Біч, Каліфорнія, Сполучені Штати Америки.
20 листопада 2012 було оголошено про створення Авіакрила повної боєготовності (англ. Wing’s Full Operational Capability) — військового підрозділу для дозаправки в повітрі, десантування, висадки за будь-якої погоди, у будь-яку пору доби в умовах низького і середнього ризику, операцій з евакуації.
2016 планується встановити комплекс ангарів на авіабазі Папа в Угорщині для зменшення витрат на обслуговування і збільшення можливостей Засобів стратегічних авіаперевезень НАТО.

### Програма центральноєвропейських трубопроводів (англ.Central Europe Pipeline System Programme)
Підрозділ управляє, фінансує і технічно обслуговує об'єднану міжнародну систему трубопроводів і сховищ для підтримки оперативних військових вимог НАТО під час мирного часу, криз і конфліктів, зокрема експедиційних операцій.
Рада програми керує програмою і складається з представників країн-учасниць.
Рада дозволяє використовувати систему тільки для невійськових завдань. В усі невійськові контракти вписується пункт щодо військового пріоритету (англ. Military Priority Clause), що визначає використання системи для військових завдань.

#### Учасники
Бельгія,  Люксембург,  Нідерланди,  Німеччина,  США,  Франція
Країни, що мають об'єкти системи на власній території, називаються країни-господарі (англ. Host Nations):
 Бельгія,  Люксембург,  Нідерланди,  Німеччина,  Франція

#### Управління
Щоденне управління і технічне обслуговування трубопроводів здійснюють чотири державні організації та їхні диспетчерські центри.
Центральний офіс здійснює оперативний, технічних, бюджетний і управлінський контроль над системою у мирний і воєнний час відповідно до Статуту про Агенція НАТО з підтримки та постачання.

### Управління логістикою (англ.Logistics Operations)
Підрозділ здійснює традиційне постачання боєприпасів, а також здійснює централізовану логістичну підтримку розгорнутих військ в операціях НАТО й інших міжнародних організацій.

### Підрозділи підтримки (англ.NSPA Support Units)
Усі операції Агенція НАТО з підтримки та постачання плануються, відстежуються і контролюються більшість офісами підтримки заходів Агенції.
Офіси здійснюють організаційне стратегічне планування, планування ресурсного забезпечення, кадрове забезпечення, контроль якості, системи зв'язку й інформації, фізичну інфраструктуру, охорону, безпеку та загальне управління Агенцією.
Усі офіси підтримки прагнуть знизити витрати на підтримку, що за умов тіснішої співпраці між підрозділами постачання має додаткові переваги.

### Закупівлі
Агенція НАТО з підтримки та постачання здійснює закупівлі товарів і послуг, відповідно до вимог замовників, від постачальників з усіх країн.
У деяких випадках АНПП може залучати постачальників з країн-учасниць програми Партнерство заради миру.
Товари і послуги можуть закуповуватись на міжнародній конкурсній основі, з дотриманням Правил закупівель Організації НАТО з підтримки та постачання.

### Фінансування
АНПП використовує два основні принципи фінансування:
1. Неприбуткова безвитратна основа, хоча й з використанням багатьох бізнес-поцесів у багатьох угодах.
2. Витрати на обслуговування збройних систем здійснюють користувачі, для чого АНПП фінансує і створює спеціальні проєкти і програми.

Агенція НАТО з підтримки та постачання має два бюджети:
1. Оперативні витрати складаються з позик на створення, виготовлення, модифікації і ремонту боєприпасів і обладнання, на придбання витратних матеріалів, для додаткових послуг, для покриття відповідних транспортних послуг.
2. Адміністративні витрати складаються з:

- позики за видатками на міжнародну діяльність АНПП, зокрема виплата зарплати, оплата комунальних послуг, технічне обслуговування будинків тощо;
- капітальні вкладення на оснащення, інформаційні технології, обладнання для зв'язку, предмети для конкретних програм.

Кожна країна-учасниця програми чи проєкту здійснює видатки відповідно до затвердженої формули розподілу витрат.
Згідно з рішенням Північноатлантичної ради, діяльність АНПП відповідає міжнародним стандартам бухгалтерського обліку в державному секторі (англ. International Public Sector Accounting Standards).
Рахунки і видатки АНПП регулярно перевіряються власними аудиторами і міжнародним комітетом аудиторів НАТО (англ. International Board of Auditors for NATO).

## Джерело
- Агенція НАТО з підтримки та постачання [Архівовано 8 червня 2016 у Wayback Machine.] Офіційний сайт (англ.)
- Угода про встановлення відносин у сфері купівлі-продажу № UKR-04 на підтримку Несистемних брокерських послуг для Збройних Сил України [Архівовано 23 січня 2022 у Wayback Machine.]
- Наказ Міністерства оборони України "Про затвердження Порядку здійснення закупівель Міністерством оборони України в Агенції НАТО з підтримки та постачання" [Архівовано 7 квітня 2022 у Wayback Machine.]